# Менкаухор
Менкаухор — давньоєгипетський фараон з V династії.

## Життєпис
Менкаухор, поряд із Шепсескарою, є одним з найбільш маловідомих фараонів Стародавнього царства.
До часів його правління належать лише кілька записів у гробницях вельмож, наскальний напис у Ваді-Магара в Синаї, єдина печатка, що збереглась та маленька алебастрова статуя. Деякі дослідники вважають його сином Ніусерри. Цариця Мересанх IV приймається як його дружина, а два царевичі, Каемтдженет і Раемка, — як його сини.
Менкаухор є одним з небагатьох фараонів Стародавнього царства, ім'я якого збереглось у всіх основних списках фараонів — у списку Абідоса він названий Менкаухор, Саккарський список згадує його під іменем Менкахор, Туринський царський папірус йменує його також Менкахором та каже, що його правління тривало 8 років. Манефон називав його Менхересом та приписував йому правління у 9 років.
Єдиною відомою подією часів правління фараона є відрядження експедиції на Синайський півострів, про що свідчить знайдений там на скелях у Ваді-Магара напис.
З будівельних робіт Менкаухора відомі його піраміда й сонячний храм. Однак обидві ті будівлі відомі лише за написами, точне їх місцезнаходження до сьогодні не ідентифіковано.